# Il ritorno dei vendicatori
Il ritorno dei vendicatori (The Bandits of Corsica) è un film del 1953 diretto da Ray Nazarro.
È un film d'avventura statunitense con Richard Greene, Paula Raymond e Raymond Burr.
È ispirato al romanzo del 1841 Les frères Corses di Alexandre Dumas (padre) ma le uniche similitudini tra il racconto e il film sono rappresentate dalla presenza dei due fratelli gemelli (entrambi interpretati da Greene). I crediti sullo schermo, inoltre, presentano il film come un sequel del romanzo.

## Produzione
Il film, diretto da Ray Nazarro su una sceneggiatura di Richard Schayer con il soggetto di Frank Burt, fu prodotto da Irving Gertz per la Global. Il titolo di lavorazione fu The Return of the Corsican Brothers.

## Distribuzione
Il film fu distribuito con il titolo The Bandits of Corsica negli Stati Uniti dal 27 febbraio 1953 al cinema dalla United Artists.
Altre distribuzioni:
- in Turchia nell'ottobre del 1953 (Korsikali Kardeslerin Intikami)
- in Finlandia il 13 novembre 1953 (Korsikan veljesten paluu)
- in Portogallo il 19 gennaio 1954 (A Volta do Fantasma da Córsega)
- in Svezia il 22 febbraio 1954 (Korsikanska brödernas återkomst)
- in Danimarca il 16 agosto 1954 (De korsikanske brødre vender tilbage)
- in Grecia (Antartai tis Korsikis)
- in Germania Ovest (Banditen von Korsika)
- in Spagna (El retorno de los hermanos corsos)
- nel Regno Unito (The Return of the Corsican Brothers)
- in Italia (Il ritorno dei vendicatori)

## Promozione
La tagline è: "I'll take the island by storm... and the woman with it!".